# (10354) Guillaumebudé
(10354) Guillaumebudé, désignation internationale (10354) Guillaumebude, est un astéroïde de la ceinture principale.

## Description
(10354) Guillaumebude est un astéroïde de la ceinture principale. Il fut découvert le 27 janvier 1993 à Caussols par Eric Walter Elst. Il présente une orbite caractérisée par un demi-grand axe de 3,22 UA, une excentricité de 0,06 et une inclinaison de 13,4° par rapport à l'écliptique.

## Compléments